# Uguaglianza di Jarzynski
L'uguaglianza di Jarzynski è un'equazione in meccanica statistica che mette in relazione la differenza di energia libera fra due stati d'equilibrio termodinamico e le proprietà di un processo di non equilibrio. Prende il nome dal fisico Christopher Jarzynski (allora al Los Alamos National Laboratory) che la scoprì nel 1997. Essa è una delle relazioni fondamentali della termodinamica stocastica.

## Descrizione
In termodinamica, la differenza d'energia libera {\displaystyle \Delta F=F_{B}-F_{A}} fra due stati {\displaystyle A} e {\displaystyle B} è legata al lavoro {\displaystyle W} fatto sul sistema nel passare da {\displaystyle A} a {\displaystyle B} dalla disuguaglianza
{\displaystyle \Delta F\leq W,}
mentre l'uguaglianza vale solo per un processo reversibile, cioè quando il sistema viene fatto passare da {\displaystyle A} a {\displaystyle B} in maniera infinitamente lenta.
In contrasto con questa asserzione, l'uguaglianza di Jarzynski rimane valida quale che sia la velocità con cui si svolge il processo. L'uguaglianza ha la forma
{\displaystyle e^{-\Delta F/k_{\mathrm {B} }T}=\left\langle e^{-W/k_{\mathrm {B} }T}\right\rangle ,}
in cui {\displaystyle k_{\mathrm {B} }} è la costante di Boltzmann e {\displaystyle T} è la temperatura assoluta nello stato d'equilibrio {\displaystyle A} (o, equivalentemente, la temperatura del serbatoio di calore con cui il sistema è stato in contatto quando è stato portato all'equilibrio termico prima di iniziare il processo). Le parentesi angolari denotano la media su tutte le possibili realizzazioni del processo che porta il sistema dallo stato d'equilibrio {\displaystyle A} allo stato finale. Lo stato d'equilibrio {\displaystyle B} è definito come lo stato corrispondente ai valori finali dei parametri che determinano il processo. Notiamo che non si richiede che il sistema si trovi in uno stato d'equilibrio alla fine del processo, ma solo che, se non venisse ulteriormente manipolato, il sistema rilasserebbe verso lo stato {\displaystyle B}.
Se il processo è infinitamente lento, il sistema si trova istante per istante all'equilibrio termodinamico, e il lavoro {\displaystyle W} è numericamente uguale per ogni realizzazione, così che la media diventa irrilevante e l'uguaglianza di Jarzynski si riduce all'uguaglianza termodinamica {\displaystyle \Delta F=W}. In generale, invece, {\displaystyle W} dipende dallo specifico stato microscopico iniziale e dalla realizzazione del processo. Tuttavia un'applicazione della disuguaglianza di Jensen all'uguaglianza di Jarzynski permette di dedurre l'usuale disuguaglianza termodinamica
{\displaystyle \Delta F\leq \left\langle W\right\rangle .}
Dopo la sua derivazione iniziale, l'uguaglianza di Jarzynski è stata verificata in diversi contesti, da esperimenti su macromolecole a simulazioni numeriche. Sono state ottenute diverse derivazioni teoriche, nonché varie generalizzazioni, che ne corroborano l'universalità.